# آس (آلبوم تیمین)
آس اولین آلبوم کوچک از Taemin تحت SM سرگرمی است که در ۱۸ اوت سال ۲۰۱۴ منتشر شده‌است. پس از ۶ سال با گروه پسر کره جنوبی شاینی، این اولین آلبوم او به صورت انفرادی است.

## سابقه و انتشار
در تاریخ ۲۵ ژوئیه، گزارش از رسانه کره‌ای، MBN نشان داد که با توجه به اطلاعات خود لی تیمین در حال آماده‌سازی برای یک آلبوم انفرادی است. علاوه بر آن اعلام کرد که این آلبوم در آخرین مرحله از آماده‌سازی است و انتظار می‌رود در اواسط ماه اوت به پایان خواهد رسید. علاوه بر این خودی نشان داد که تیمین به لس آنجلس پرواز کرده بود برای یادگیری طراحی رقص برای یک آهنگ جدید است. بعدها SM سرگرمی اخبار را با رسانه‌های کره‌ای، news1 را تأیید کرد. تیمین در واقع در حال آماده شدن برای آلبوم انفرادی خود است، اما جزئیات از قبیل تاریخ انتشار این آلبوم است هنوز باید تأیید شود.
در اوت ۱۱، SM سرگرمی ۱۲ ی تصویر برای آلبوم «آس» تیمین پرده برداری و ۱۸ اوت منتشر شد. اولین تیزر برای اولین تک "괴도 (خطر)"، در تاریخ ۱۱ اوت ۲۰۱۴، در یوتیوب آپلود شده‌است
روز بعد، یک نسخه کوتاهتر از این آهنگ «آس» آپلود شده‌است. در این ویدئو تیمین رااز سال اولین بازی خود با شاینی در سال ۲۰۰۸ نشان می‌دهد. در ۱۳اوت، روز پس از، یک ویدئو برجسته آپلود شده‌است. این موزیک ویدئو رسمی برای «خطر» در ۱۵ اوت بود.

## لیست آهنگها
از صفحه رسمی هنرمند اقتباس شده‌است.
| شماره      | نام                 | سراینده              | آهنگساز                                                       | مدت   |
| ---------- | ------------------- | -------------------- | ------------------------------------------------------------- | ----- |
| ۱.         | «Ace»               | شیم چانگمین          | Daniel "Obi" Klein, Deez, Ylva Dimberg, Charlotte Taft        | ۳:۵۸  |
| ۲.         | «괴도 (خطر)»        | 서지음 (Jam Factory) | Thomas Troelsen, Remee S. Jackman                             | ۳:۱۱  |
| ۳.         | «تجربه»             | 홍지유               | Winston Sela, Marcus Brosch                                   | ۳:۱۳  |
| ۴.         | «پسر زیبا (با کای)» | Jonghyun             | Caesar & Loui, Ylva Dimberg                                   | ۳:۴۳  |
| ۵.         | «거절할게 (بدجنس)»  | Kenzie               | Kenzie, Mage, Teddy Riley, DOM, 이현승(Lee Hyun Seung)        | ۳:۲۵  |
| ۶.         | «소나타 (بازی من)»  | 민연재 (Jam Factory) | Harvey Mason Jr., Damon Thomas, Mike Daley, Adonis Shropshire | ۳:۰۱  |
| مجموع مدت: | مجموع مدت:          | مجموع مدت:           | مجموع مدت:                                                    | ۲۰:۳۱ |

## جوایز
| Year | Award               | Category          | Song | Ref    |
| ---- | ------------------- | ----------------- | ---- | ------ |
| ۲۰۱۴ | KBS 1 on Music Bank | جایزه بهترین آهنگ | خطر  | [ ۱۲ ] |
| ۲۰۱۴ | MBC 1 on Music core | جایزه بهترین آهنگ | خطر  | [ ۱۳ ] |